# Věžnice (Jihlavai járás)
Věžnice település Csehországban, a Jihlavai járásban. Věžnice Kamenice, Rybné, Nadějov és Vysoké Studnice településekkel határos. Lakosainak száma 154 fő (2024. január 1.).

## Népesség
A település lakosságának változását az alábbi diagram mutatja:
| Lakosok száma | 274  | 327  | 295  | 223  | 169  | 150  | 146  | 156  | 155  | 154  |
|               | 1869 | 1890 | 1921 | 1950 | 1980 | 2001 | 2017 | 2019 | 2022 | 2024 |